# Francisco Javier Arana
Francisco Javier Arana Castro (Villa Canales, 3 de diciembre de 1905–Amatitlán, 18 de julio de 1949) fue un militar guatemalteco que formó parte de la Junta Revolucionaria de 1944, junto al capitán Jacobo Arbenz y el civil Jorge Toriello Garrido, luego de apoyar el movimiento que derrocó al general Federico Ponce Vaides el 20 de octubre de 1944. La Junta de Gobierno convocó a elecciones presidenciales, en las que resultó elegido el doctor Juan José Arévalo, y en este gobierno Arana ocupó el Jefe del Estado Mayor del Ejército. En 1949 Arana fue incitado a presentar un ultimátum al presidente Juan José Arévalo por medio del cual Arana le permitiría terminar su gobierno en 1951, siempre y cuando él fuera el siguiente candidato presidencial. Tras una serie de hechos confusos derivados de este ultimátum -hechos sobre los cuales incluso hasta la fecha existen numerosas versiones contradictorias dada la gran polarización que ha existido en Guatemala alrededor de los personajes centrales de la Revolución de Octubre- Arana murió al resistirse a un arresto que se le quiso hacer en el Puente de la Gloria sobre el río Michatoya en la localidad de Amatitlán.

## Biografía
Francisco Javier Arana Castro nació el 3 de diciembre de 1905 en Villa Canales, Guatemala. Hijo de Ángel Maria Arana y Margarita Castro. Pertenecía a una familia de clase media baja. Sus padres eran mestizos, como la gran mayoría de guatemaltecos y en sus facciones predominaba el ancestro indígena. En 1944, el agregado militar de la embajada de los Estados Unidos de entonces, coronel Morgan, lo describió así:
- «Educación: Escuela Politecnica
- Características mentales: su inteligencia está por encima del promedio, y tiene iniciativa e intuición para ver la situación global
- Naturaleza emocional: valiente y estable. Estoico tipo indio.
- Características personales: muy ambicioso y tenaz en sus propósitos. Un alto sentido de la responsabilidad
- Relaciones interpersonales: es estimado por sus superiores, similares y subalternos. Tiene grandes cualidades de liderazgo.
- Lealtad: leal bajo circunstancias normales
- Preferencias políticas: fuertemente nacionalista. Favorece un poco a los Estados Unidos.»[2]

Por otra parte, personas que lo conocieron lo describieron como inteligente y buen conversador, aunque no tenía facilidad para hablar en público y prefería grupos pequeños; no tenía educación formal, pero era curioso y había leído bastante -en comparación con los otros oficiales de línea, quienes eran prácticamente analfabetos-. Generoso con sus amigos y gracioso para contarles historias, por lo que lo consideraban como un «buen compañero».

### Revolución de 1944

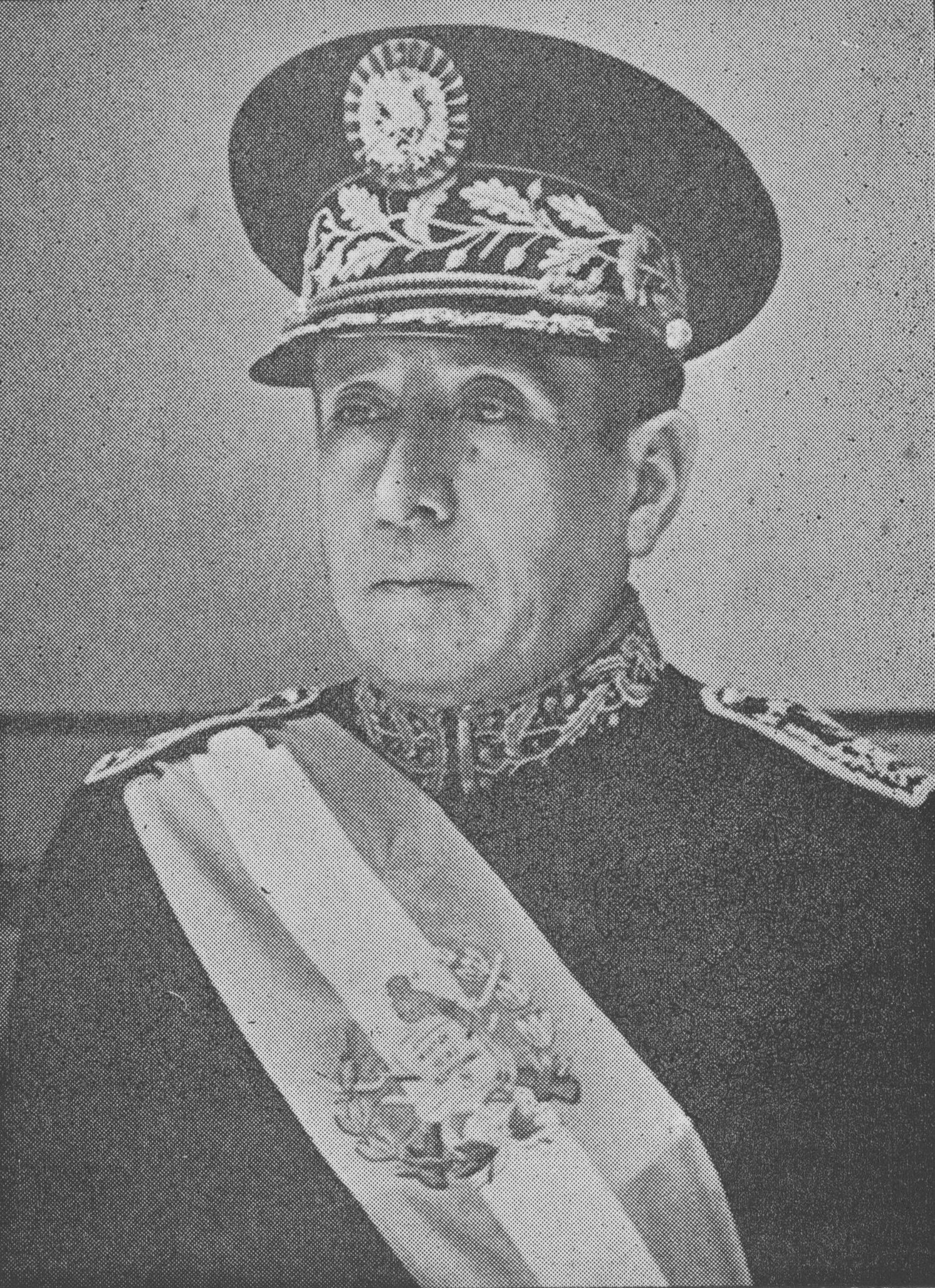
Federico Ponce Vaides

En octubre de 1944 la Revolución Guatemalteca derrocó al general Federico Ponce Vaides. Arana -comandante de la Guardia de Honor, entonces la unidad militar más poderosa del país-jugó un papel decisivo en la revolución de 1944, pero se unió a los alzados en el último momento y sólo cuando su amigo y principal complotista, el mayor Carlos Aldana Sandoval, perdió el valor a la hora decisiva.
Arana era la principal figura de los militares de línea, mientras que Árbenz lo era de los militares de escuela; pero aunque ambos tuvieran prestigio similar en las filas del ejército, no compartían el mismo poder en el ejército: Arana comandaba un cuartel con numerosas tropas, mientras que Árbenz era profesor de la Escuela Politécnica y carecía de personal a su mando. Es más: aunque Árbenz había sido uno de los promotores de la revuelta y había peleado con el mismo brío y decisión que Arana, todo eso lo hizo como civil pues había renunciado a su puesto en el ejército en julio en protesta al régimen de Ponce, mientras que Arana estuvo al mando de la Guardia de Honor y era su superior en el ejército. Como resultado, Arana fue el líder indiscutible del triunvirato formado por los dos militares y el ciudadano Jorge Toriello Garrido.

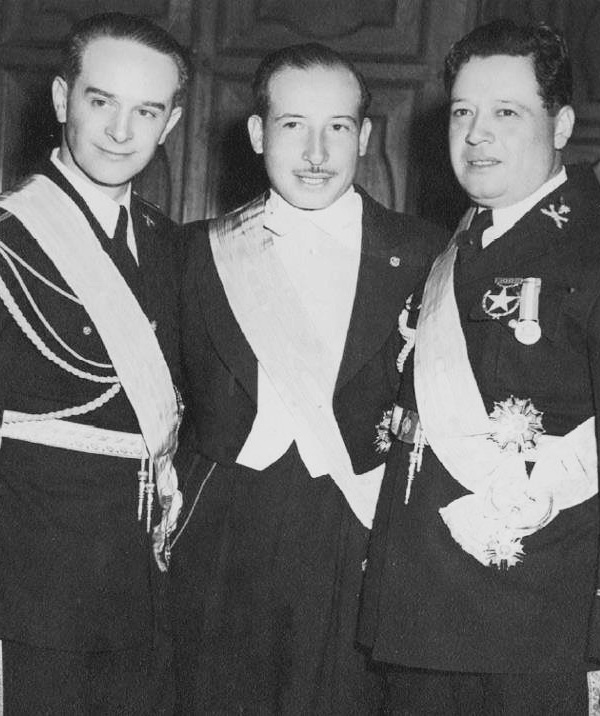
Junta de gobierno de 1944

Arana originalmente no iba a permitir que Arévalo fuera presidente porque creía que «daría la revolución a los civiles»; incluso impulsó a Árbenz y a Toriello a retrasar las elecciones y después a rechazar los resultados. Sin embargo, al final acordó permitir que Arévalo asumiera la presidencia después de que le garantizara una posición dominante a los militares en la nueva constitución que los revolucionarios iban a promulgar Como resultado de esto, Arana se convirtió en el jefe de las Fuerzas Armadas, y Árbenz en el Ministro de Defensa. Arana estaba libre de cualquier control civil y sólo podría ser sustituido por el congreso y únicamente en caso de que hubiera infringido la ley. De esta cuenta, fue el hombre más poderoso en el ejército guatemalteco, y a su vez, el ejército era la institución con mayor poder en Guatemala.
La junta propuso las elecciones para una asamblea constituyente, un congreso, y un presidente. Existen discrepancias sobre cómo se llevaron a cabo las elecciones: los partidarios de la revolución siempre han sostenido que fueron elecciones completamente libres; por su parte, los detractores del movimiento señalan que la Junta de Gobierno utilizó los recursos del Estado y al Ejército para movilizar votantes del doctor Arévalo.

### Gobierno de Juan José Arévalo

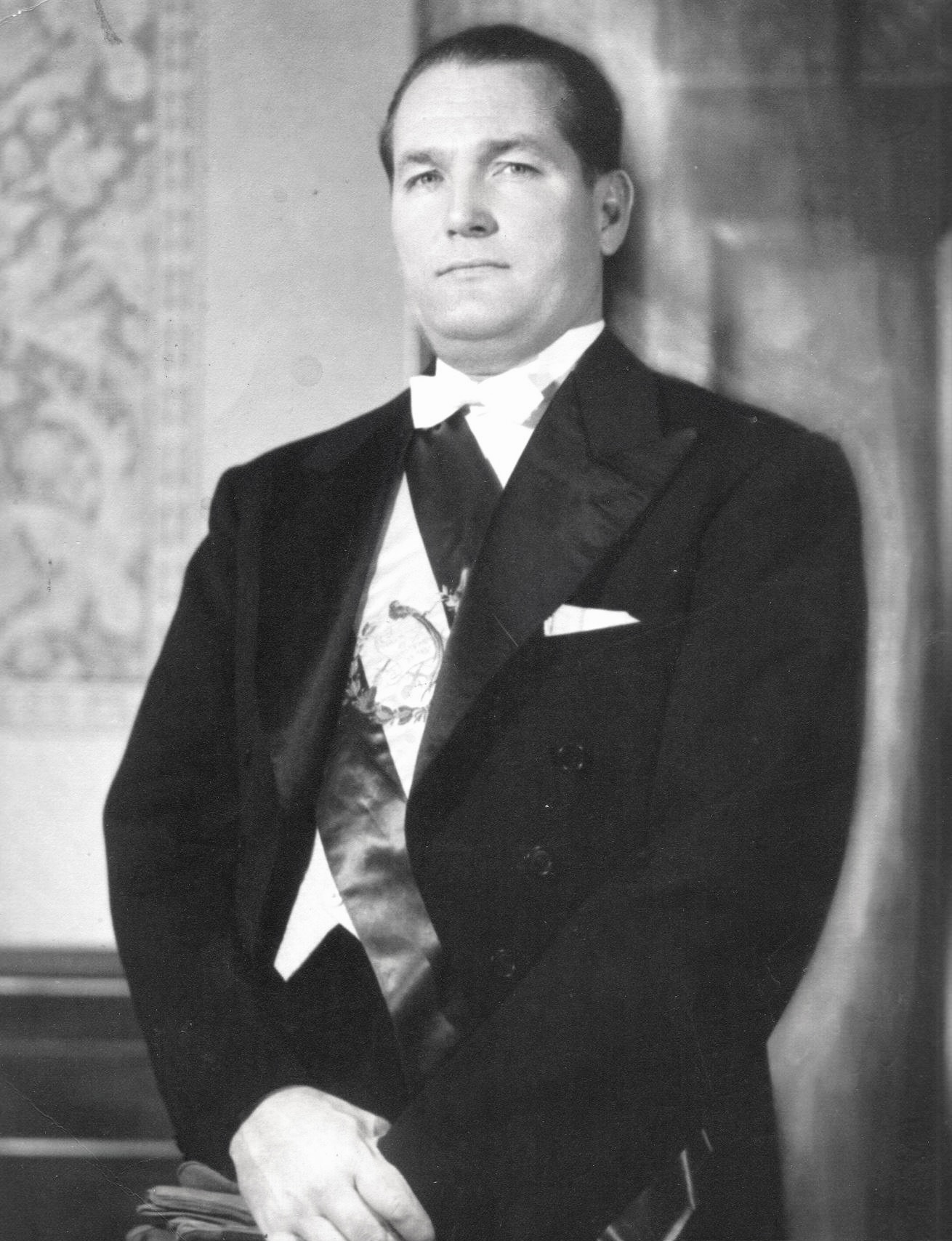
Juan José Arévalo

El presidente Juan José Arévalo Bermejo inició su gobierno en 1945, y desde el principio utilizó un lenguaje a veces disociador, que empezó a polarizar a la sociedad guatemalteca, causando entre los terratenientes la sensación de que sólo era el gobernante de una parte de los guatemaltecos. En el libro «Despacho Presidencial» de Arévalo, se observa que el gobierno se inició con sanciones a la oposición, intervencionismo económico del Estado -con la emisión de la «Ley de Emergencia Económica»- y un decidido apoyo a un movimiento sindicalista recién surgido. Así entonces, las fuerzas de oposición al gobierno arevalista -revolucionarios moderados y «ubiquistas»- poco a poco fueron marginadas y empezaron a temer la implementación de un socialismo en el país. Por otra parte, es importante destacar que el presidente Arévalo tomó posesión con poder limitado, restringido por los militares, que estaban acaudillados por el teniente coronel Arana. Arana y Árbenz fueron ascendidos al grado de coronel y teniente coronel, respectivamente.
El 16 de diciembre de 1945, Dr. Arévalo, en compañía de un periodista estadounidense y dos bailarinas rusas que estaban de visita en Guatemala, tuvo un terrible accidente automovilístico en la carretera a Panajachel: cayó al barranco y quedó gravemente herido, mientras que todos sus acompañantes murieron. Creyendo que la recuperación del presidente iba a ser prolongada, los dirigentes del Partido Acción Revolucionaria (PAR) suscribieron un pacto con el ya teniente coronel Arana, en el que este se comprometía a no intentar ningún golpe de Estado contra el presidente convaleciente, a cambio de que los partidos revolucionarios apoyarían a Arana como su candidato oficial en las siguientes elecciones. Este fue el famoso «Pacto del Barranco», Sin embargo, la recuperación del robusto presidente fue casi milagrosa y pronto pudo hacerse cargo del gobierno nuevamente, aunque tuvo que aceptar el Pacto del Barranco de mala gana. Arana había aceptado este pacto porque quería ser conocido como un «héroe demócrata» de la sublevación contra Ponce y creyó que el Pacto del Barranco garantizaría su posición cuando llegara el momento de las elecciones a presidente.
Arana era una persona muy influyente en el gobierno de Juan José Arévalo, y había logrado ser nominado como el siguiente candidato a la presidencia, por delante del capitán Arbenz, a quien se le dijo que por su corta edad (apenas 36 años en ese tiempo) no tendría problema en esperar su torno para las elecciones siguientes. Pero la élite social no estaba conforme con el gobierno arevalista, pues por primera vez en la historia del país la clase media urbana tenía poder y lo había utilizado para que el gobierno adoptara medidas en favor de los obreros de la ciudad. La élite consideraba nocivas las reformas sociales y consideraba que era más fácil hacer negocios y dinero -y que era más seguro para ellos- vivir en un régimen dictatorial como el de Ubico.
Los terratenientes tradicionales empezaron a cortejar al teniente coronel Arana -a quien por su condición de mestizo jamás hubieran buscado anteriormente- para que liderara un golpe de Estado contra Arévalo y se opusiera a las tímidas reformas que este había emprendido. Pero Arana estaba indeciso porque eso significaba perder el apoyo de los recién formados sindicatos urbanos, quienes eran sus votos seguros en las elecciones de 1950, en donde estaba garantizada su candidatura presidencial por el partido oficial. La división entre Arana y el gobierno arevalista empezó a notarse más en 1948, cuando se eligió a la mitad del congreso y Arana apoyó a sus propios candidatos, de los cuales ninguno resultó elegido por la ineptitud de su jefe de campaña, el oficial Ricardo Barrios Peña -quien era nieto de Justo Rufino Barrios. A partir de ese momento, las relaciones entre Arana tanto con el presidente Arévalo como con el Congreso se fueron distanciando, y se empezó a rumorar un posible intento golpista del militar y un posible descontento del presidente con el movimiento «Arana para Presidente» que ya se había iniciado.
Existen varios relatos de intentos golpista liderados por Arana que fueron detenidos por diversas circunstancias: en una ocasión, durante una celebración en octubre de 1948 en la Quinta Samayoa -entonces una propiedad rural en las afueras de la Ciudad de Guatemala- Ricardo Barrios Peña y sus amigos habrían convencido a Arana para iniciar un golpe de Estado, pero el joven oficial Carlos Paz Tejada lo habría evitado diciéndole enérgicamente a Arana que se convirtiera en «otro Ubico». En otra oportunidad, a mediados de 1949, Arana habría girado instrucciones a sus hombres en la Guardia de Honor para que lo esperaran en la noche para iniciar un golpe contra el gobierno; pero Arana ya no llegó porque pasó la noche tomando con Arévalo en la Casa Presidencial. A pesar de que Árbenz tenía muchos seguidores en las fuerzas armadas, Arana sabía que había varios grupos independientes y numerosos oficiales indiferentes a la situación; además, tenía a sus más cercanos colaboradores en posiciones clave en el ejército, aprovechando su puesto de Jefe de las Fuerzas Armadas; pero a Arana lo detuvo su indecisión entre liderar un golpe y alcanzar la presidencia por medios legales.
Tras el fracaso en las elecciones legislativas Arana fue rechazado por el PAR y el Frente Popular Libertador (FLP) -partido de los estudiantes universitarios-, en el que únicamente la facción de Mario Méndez Montenegro lo apoyaba; de hecho, en abril de 1949 se produjo un cisma en el FLP, formándose el Frente Popular Libertador Ortodoxo que apoyaba a Arana y que inició la campaña presidencial de este en el interior de la república. Al mismo tiempo, se empezaba a perfilar la candidatura del teniente coronel Árbenz porque parecía favorable a los obreros y respetuoso de la Constitución y porque en el interior de la república únicamente un militar podría derrotar a Arana.

### Decisión entre elecciones y golpe de Estado
Según la constitución guatemalteca vigente en 1949, para que un oficial del ejército pudiera participar en las elecciones presidenciales debía renunciar a las fuerzas armadas en mayo de 1950, es decir seis meses antes de los comicios. Arana se vio entonces en la encrucija entre el camino legal y el golpe de Estado, pues perdería su poder sobre el ejército al iniciar su candidatura presidencial, la cual se veía cada vez más débil. Ahora bien, el sucesor de Arana como jefe de las Fuerzas Armadas era elegido por el Congreso de Guatemala entre tres nomidados postulados por el Consejo Superior de la Defensa (CSD), ente formado por veintitrés oficiales, que incluía a Arana y a Árbenz como miembros por ser los mayores jerarcas militares del país, pero que también incluía miembros que eran electos cada tres años. Arana sabía que su sucesor iba a ser un oficial no-aranista y decidió influir en las elecciones del CSD de 1949; las reuniones dentro del CSD fueron tensas y no se llegó a ningún acuerdo, más que posponer las elecciones de nuevos miembros para julio de 1949. El viernes 15 de julio finalmente los aranistas se doblegaron y aceptaron que el voto fuera libre en las zonas militares y que los comandantes locales no supervisaran las votaciones.
Pero ese mismo día, Arana destituyó al coronel Francisco Cosenza, jefe de la Fuerza Aérea de Guatemala, y único arbencista entre los jefes militares; lo sustituyó por Arturo Altolaguirre Ubico sin pedir permiso al ministerio de la Defensa. Árbenz supo en ese momento que un golpe de Estado estaba en marcha y Arana, que estaba cansado de esperar, fue al despacho de Arévalo a enfrentar el 16 de julio; allí -según relatos posteriores pues no hubo testigos presenciales- le dio un ultimátum: Arévalo tenía que destituir a todo su gabinete y sustituirlo por colaboradores del militar o sería derrocado. Arévalo le dijo que le diera unos días para realizar los cambios ordenamente, a lo que Arana accedió, dando como plazo hasta las diez de la noche del 18 de julio -fecha en que se iban a iniciar las elecciones para el CSD-. Ricardo Barrios Peña le recriminó a Arana este acuerdo, pues consideraba que Arana debió haber tomado el poder inmediatamente; pero Arana estaba seguro de su victoria y feliz porque iba a quedar como un presidente constitucional tras ganar las elecciones, en vez de un líder de facto.
Después de que Arana se retirase, Arévalo mandó a llamar a Árbenz y a otros importantes colaboradores, quienes al conocer del ultimamtum acordaron secuestrar a Arana y enviarlo al exilio; el 17 de julio, mientras Arana estaba en la Quinta Samayoa, seguro de su triunfo, el comité permanente del Congreso de Guatemala se reunió secretamente para destituirlo como jefe de las Fuerzas Armadas. El presidente de Cuba Carlos Prío Socarrás, quien era amigo de Arévalo, estuvo de acuerdo en otorgar exilio al coronel Arana, quien sería transportado a Cuba por el coronel Cosenza. El más que seguro alzamiento militar que seguiría al destierro del carismático líder militar fue algo que Arévalo y sus colaboradores previeron pero para el que no tuvieron tiempo de preparar un plan de contingencia.

## Muerte

### Hechos
La muerte del teniente coronel Francisco Javier Arana es de crítica importancia en la historia del país, pues fue un episodio crucial en la historia de la revolución guatemalteca: su muerte no sólo abrió las puertas a la elección del coronel Jacobo Arbenz como presidente de la república en 1950 sino que también provocó una aguda crisis en el gobierno del doctor Arévalo Bermejo, quien se vio enfrentado contra un ejército que había sido fiel al mayor Arana, y a grupos civiles de derecha que aprovecharon la ocasión para protestar fuertemente contra su gobierno.
El lunes 18 de julio por la mañana, Arana se presentó en el palacio presidencial y le dijo a Arévalo en tono insolente y sarcástico que iba a El Morlón, la residencia presidencial a orillas del Lago de Amatitlán, para confiscar un lote de armas que Arévalo había escondido allí luego de que las autoridades mexicanas se las confiscaran a un grupo de exiliados dominicanos a quienes el gobierno guatemalteco se las había regalado para derrocar a Rafael Leónidas Trujillo. Las armas habían sido sustraídas de la base militar del Puerto de San José y ahora iba a incautarlas en la residencia presidencial. El historiador Piero Gleijeses considera que la visita de Arana a Arévalo fue «la de un hombre impulsivo cuya paciencia estaba agotada y que fue al palacio para presumir de su poder y para apurar al humillado presidente a que cumpliera con su ultimatum rápidamente». Pero en lugar de amedrentar a Arévalo, lo único que consiguió fue que este supiera en donde iba a encontrarse y pusiera en marcha el plan para sacarlo al exilio; hábilmente, Arévalo le sugirió que se llevara al coronel Felipe Antonio Girón -jefe de la guardia presidencial- lo que confirmó a Arana de su aparente triunfo y de que Arévalo y Árbenz jamás se le enfrentarían.
Arévalo llamó a Árbenz para que se hiciera cargo de la situación, y este envió a varios hombres armados, quienes salieron desde la capital en dos autos e iban bajo las órdenes del jefe de la policía, teniente coronel Enrique Blanco y por el diputador del PAR Alfonso Martínez, un oficial retirado y amigo de Árbenz. Cuando Arana llegó al puente de La Gloria, un Dodge gris estaba parado allí obstruyéndole el paso. Como resultado de la corta refriega resultaron tres fallecidos: Arana, su asistente el mayor Absalón Peralta y el teniente coronel Blanco. Los testigos presenciales nunca confirmaron cual fue el detonante de los disparos y si la intención había sido la de capturar a Arana como estaba previsto.

### Consecuencias
Al conocerse la noticia de su muerte, la Guardia de Honor se alzó en armas y se iniciaron los combates en la ciudad, que tardaron durante veinticuatro horas mientras el resto del país esperaba el resultado. Aunque pareció que los aranistas iban a triunfar aquel 18 de julio, no lograron su objetivo porque carecían de un líder que los dirigiera contra las escasas fuerzas leales al presidente que estaban dirigidas por Árbenz, quien demostró mucha sangre fría y habilidad militar. El coronel Carlos Castillo Armas, uno de los principales colaboradores de Arana, estaba en Mazatenango observando las elecciones para el CSD y no se atrevió a regresar mientras que el comandante de la Guardia de Honor, coronel Juan Francisco Oliva, fue detenido en el ministerio de la Defensa, a donde lo había llamado Árbenz menos de una hora después de la muerte de Arana.
Para el amanecer del 19 de julio, el gobierno había la iniciativa: el coronel Cosenza había arrestado a Altolaguirre Ubico en la Fuerza Aérea y numerosos civiles habían tomado las armas de los depósitos del fuerte de Matamoros y de un pequeño cuartel que Árbenz había tomado durante la noche. Los leales al gobierno sitiaron la Guardia de Honor, que también fue atacada por la Fuerza Aérea, con bombas obsoletas que muchas veces no estallaron; finalmente, el cuartel se rindió y la lucha se dio por concluida con un saldo de ciento cincuenta muertos y más de doscientos heridos. La versión oficial -propuesta por Arévalo e impuesta por este a sus ministros, incluyendo a Árbenz- era que los miembros reaccionarios de la sociedad guatemalteca habían sido los culpables de la muerte del coronel Arana, algo que muchos guatemaltecos vieron con incredulidad desde el principio, pues se sabía que Martínez estaba herido y que este era incondicional de Árbenz; esto dio pie para que se iniciaran los rumores de un complot par asesinar al coronel Arana, los cuales han persisitido hasta la actualidad y que inculpan directamente a Árbenz de ser el responsable de la muerte de un rival que habría estado «robándole protagonismo». De acuerdo a una entrevista entre Piero Gleijeses y Ricardo Barrios Peña, este último habría asegurado que esto fue hecho a propósito por Arévalo para traspasar toda la culpa a Árbenz.
El ministro de Educación, Carlos Manuel Pellecer, en una manifestación en apoyo al gobierno, rechazó la versión oficial y mencionó el golpe de Estado que Arana había intentado; inmediatamente, el gobierno arevalista rechazó las declaraciones de Pellecer y lo destituyó de su importante cargo oficial.

## Información adicional
- Tío del general Carlos Arana Osorio, Presidente de Guatemala de 1970 a 1974.